# Circonscription de Grévéna
La circonscription de Grévéna (en grec Εκλογική περιφέρεια Γρεβενών) est une circonscription législative de la Grèce. Elle correspond au territoire du nome de Grévéna. Elle compte 43 603 électeurs inscrits en janvier 2015.

Situation de la circonscription de Grévéna

## Élections législatives de mai 2012

### Résultats
La circonscription de Grévéna élit un seul député en mai 2012. Les élections ont lieu au scrutin proportionnel plurinominal avec prime majoritaire et un seuil de représentation de 3 % des suffrages exprimés au niveau national.
26 730 électeurs se sont exprimés sur 45 311 inscrits, soit un taux de participation de 58,99 %. Vingt-trois listes étaient candidates dans la circonscription.
| Rang | Liste                              | Nombre de voix | Pourcentage des voix | Nombre de sièges |
| ---- | ---------------------------------- | -------------- | -------------------- | ---------------- |
| 1    | Nouvelle Démocratie                | +7 038,        | 27,00 %              | 1                |
| 2    | Mouvement socialiste panhellénique | +5 078,        | 19,48 %              | 0                |
| 3    | Parti communiste de Grèce          | +2 811,        | 10,78 %              | 0                |
| 4    | SYRIZA                             | +2 689,        | 10,32 %              | 0                |
| 5    | Grecs indépendants                 | +1 850,        | 7,10 %               | 0                |
| 6    | Gauche démocrate                   | +1 543,        | 5,92 %               | 0                |
| 7    | Aube dorée                         | +1 461,        | 5,61 %               | 0                |

### Députés

#### Nouvelle Démocratie
La liste de la Nouvelle Démocratie est en tête et remporte l'unique siège de la circonscription.
| Rang | Nom                  | Nombre de voix |
| ---- | -------------------- | -------------- |
| 1    | Timoléon Kopsachílis | +3 139,        |

## Élections législatives de juin 2012

### Résultats
La circonscription élit un seul député en juin 2012. Les élections ont lieu au scrutin proportionnel plurinominal avec prime majoritaire et un seuil de représentation de 3 % des suffrages exprimés au niveau national.
25 581 électeurs se sont exprimés sur 45 328 inscrits, soit un taux de participation de 56,44 %. Seize listes étaient candidates dans la circonscription.
| Rang | Liste                              | Nombre de voix | Pourcentage des voix | Nombre de sièges |
| ---- | ---------------------------------- | -------------- | -------------------- | ---------------- |
| 1    | Nouvelle Démocratie                | +8 943,        | 35,39 %              | 1                |
| 2    | Mouvement socialiste panhellénique | +4 886,        | 19,34 %              | 0                |
| 3    | SYRIZA                             | +4 680,        | 18,52 %              | 0                |
| 4    | Parti communiste de Grèce          | +1 525,        | 6,04 %               | 0                |
| 5    | Gauche démocrate                   | +1 418,        | 5,61 %               | 0                |
| 6    | Aube dorée                         | +1 349,        | 5,34 %               | 0                |
| 7    | Grecs indépendants                 | +1 157,        | 4,58 %               | 0                |

### Députés

#### Nouvelle Démocratie
La liste de la Nouvelle Démocratie est en tête et remporte l'unique siège de la circonscription.
| Rang | Nom                  |
| ---- | -------------------- |
| 1    | Timoléon Kopsachílis |

## Élections législatives de janvier 2015

### Résultats
La circonscription de Grévéna élit un seul député en janvier 2015. Les élections ont lieu au scrutin proportionnel plurinominal avec prime majoritaire et un seuil de représentation de 3 % des suffrages exprimés au niveau national.
24 018 électeurs se sont exprimés sur 43 603 inscrits, soit un taux de participation de 55,08 %. Seize listes étaient candidates dans la circonscription.
| Rang | Liste                                | Nombre de voix | Pourcentage des voix | Nombre de sièges |
| ---- | ------------------------------------ | -------------- | -------------------- | ---------------- |
| 1    | Nouvelle Démocratie                  | +7 803,        | 33,16 %              | 1                |
| 2    | SYRIZA                               | +7 408,        | 31,48 %              | 0                |
| 3    | Mouvement socialiste panhellénique   | +1 910,        | 8,12 %               | 0                |
| 4    | Parti communiste de Grèce            | +1 584,        | 6,73 %               | 0                |
| 5    | Aube dorée                           | +1 371,        | 5,83 %               | 0                |
| 6    | La Rivière                           | +0897,         | 3,81 %               | 0                |
| 7    | Mouvement des socialistes démocrates | +0816,         | 3,47 %               | 0                |
| 8    | Grecs indépendants                   | +0616,         | 2,62 %               | 0                |

### Députés
La répartition des sièges au sein de chaque liste élue dépend du nombre de voix obtenues individuellement par chaque candidat, suivant le système du vote préférentiel. Dans la circonscription de Grévéna, les listes peuvent comporter jusqu'à trois candidats. Les électeurs peuvent exprimer un vote préférentiel pour l'un des candidats sur la liste pour laquelle ils votent.

#### Nouvelle Démocratie
La liste de la Nouvelle Démocratie est en tête et remporte l'unique siège de la circonscription.
| Rang | Nom                  | Nombre de voix |
| ---- | -------------------- | -------------- |
| 1    | Timoleon Kopsachilis | +3 741,        |